# 高原逸人

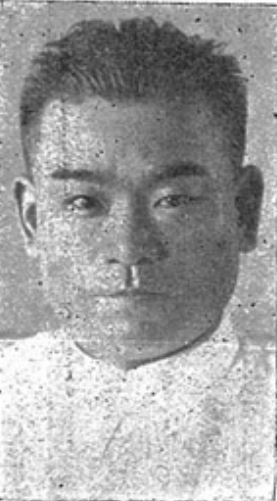
高原逸人

高原 逸人（たかはら はやと、1899年〈明治32年〉1月23日 - 1977年〈昭和52年〉9月2日）は、昭和時代の台湾総督府官僚、陸軍司政長官。高雄州知事、花蓮港庁長。旧姓は早川。

## 経歴
高原金治の長男として福岡県京都郡豊津村（現・みやこ町豊津）に生まれる。豊津中学（現在の福岡県立育徳館高等学校の前身のひとつ）、旧制第五高等学校を経て、1925年（大正14年）3月に東京帝国大学法学部政治学科を卒業する。在学中の1924年（大正13年）11月に高等試験行政科に合格。
大学卒業後直ちに渡台し、台湾総督府専売局書記庶務課勤務を拝命。ついで専売局副参事、台南州内務部地方課長、府中央研究所事務官庶務課長、府審議室事務官、新竹州警務部長、高雄州内務部長、府事務官殖産局農務課長を経て、1942年（昭和17年）9月、陸軍司政長官に任命され、高雄州知事を務めた。ほか、花蓮港庁長を務めた。
戦後は1946年（昭和21年）5月に退官したのち、全国町村議会議長会事務局長などを歴任した。